# Tardevant
Le Tardevant est un sommet de la chaîne des Aravis, à 2 501 m d'altitude, dans le département de la Haute-Savoie.
Dans le prolongement de la crête qui descend vers le nord-ouest, entre la combe de la Grande Forclaz et la combe de Tardevant (où baigne un petit lac, le lac de Tardevant), s'élèvent les aiguilles Noires (2 232 m).
À l'opposé sur cette crête par rapport au sommet s'élève l'Ambrevetta (2 463 m), visible depuis la vallée de l'Arly.

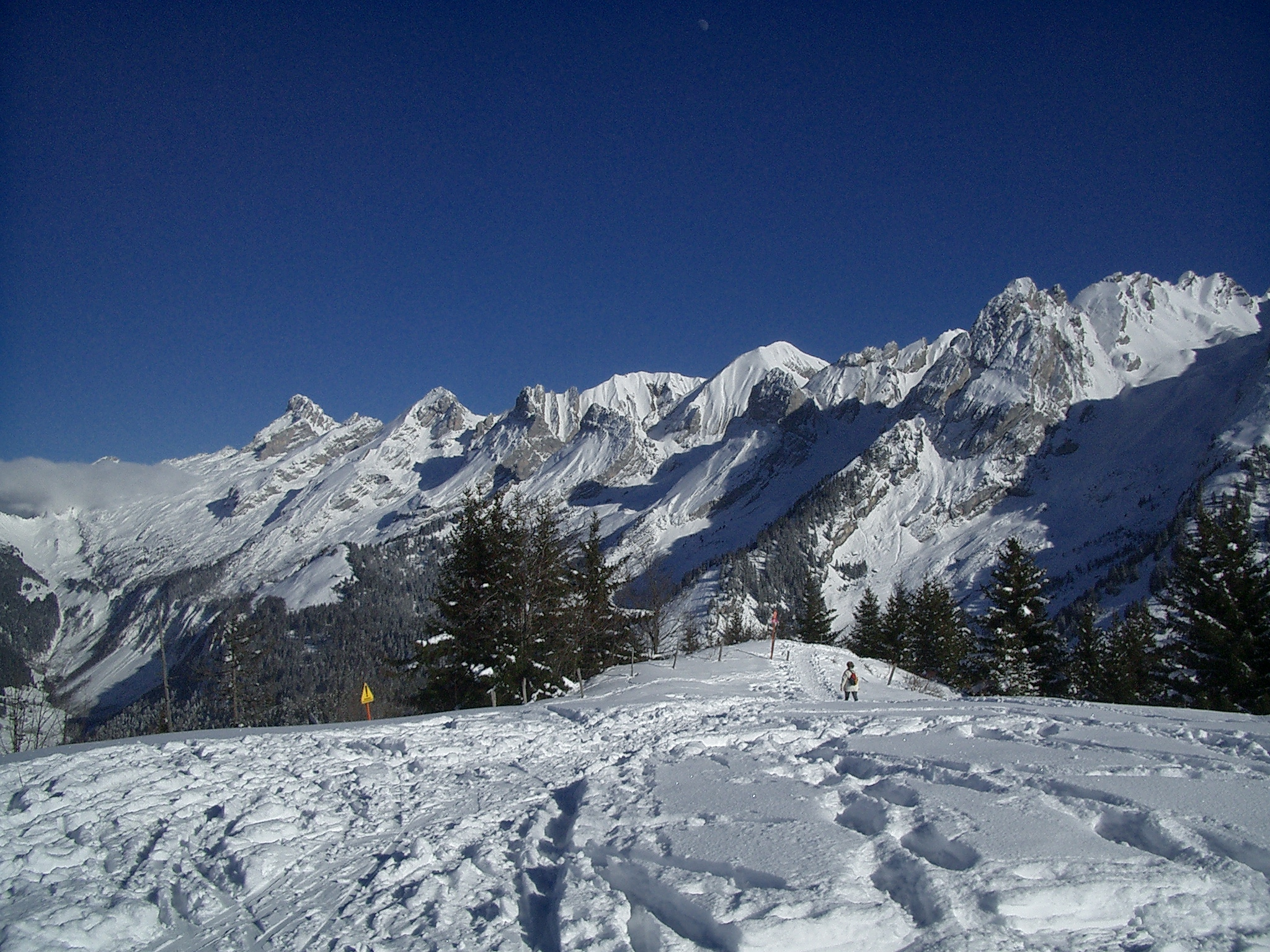
Le Tardevant (quatrième sommet majeur en partant de la gauche) vu de l'ouest depuis le haut des Confins (La Clusaz)

## Toponymie
Les noms des montagnes appartenant aux couches les plus anciennes de toponymes, ils sont la plupart du temps d'origine celte ou indo-européenne. Les oronymes celtes ont souvent un sens religieux. Tardevant pourrait être un composé des deux mots gaulois taruos « taureau » et deuo « dieu » ainsi que du suffixe de location -ano. Tardevant signifierait donc littéralement « le domaine du dieu taureau » et pourrait être une référence au dieu celte Tarvos trigaranus.